# Veronika Geszthy
Veronika Geszthy (* 1. Mai 1977 in Budapest) ist eine ungarische Opern- und Operettensängerin der Stimmlage Sopran.

## Leben
Veronika Geszthy erhielt Gesangs- und Klavierunterricht an der Musikschule Újpest und danach von 1996 bis 1999
Gesangsunterricht am Szent-István-Király-Konservatorium. Ab 1999 studierte sie an der Franz-Liszt-Musikakademie bei Éva Andor und Balázs Kovalik. 2004 machte sie dort ihren Abschluss in den Fächern Operngesang und Gesangspädagogik. Im selben Jahr gewann sie den ersten Preis beim Gesangswettbewerb der Sommerakademie Wien-Budapest-Prag in Baden in Österreich. In den Jahren 2004 und 2005 besuchte sie die Operettenakademie des Operettentheaters in Budapest. 2004 debütierte sie am Erkel-Theater und 2005 am Operettentheater in Budapest. Geszthy ist auf verschiedenen ungarischen Bühnen und bei mehreren renommierten Festivals aufgetreten, so sang sie beim Budapester Frühlingsfestival 2010 als Solistin bei der Aufführung der Missa in tono phrygio (Missa in diebus tribulationis) von László Lajtha und Stabat Mater von Francis Poulenc. Gastauftritte führten sie unter anderem nach Florenz, Frankfurt am Main, London, München, Tokio und Valencia.

## Bühnenrollen (Auswahl)
- Baronin Christine von Gondremark (Jacques Offenbach: Pariser Leben)
- Diana (Jean-Philippe Rameau: Hippolyte et Aricie)
- Fiatal leány (Zoltán Kodály: Székelyfonó)
- Gianetta (Gaetano Donizetti: L’elisir d’amore)
- Gräfin Mariza (Imre Kálmán: Gräfin Mariza)
- Gretel (Engelbert Humperdinck: Hänsel und Gretel)
- Illuska (Pongrác Kacsóh: János vitéz)
- Lisa (Ferenc Lehár: Das Land des Lächelns)
- Madeleine de Faublas (Paul Abraham: Ball im Savoy)
- Malvin néni (Albert Szirmai: Tündérlaki lányok)
- Pamina (Wolfgang Amadeus Mozart: Die Zauberflöte)
- Pünkösdi Kató (Béla Zerkovitz: Csókos asszony)
- Rolla (Albert Szirmai: Mágnás Miska)
- Rosalinde (Johann Strauss (Sohn): Die Fledermaus)
- Rosina (Gioachino Rossini: Il barbiere di Siviglia)
- Susanna (Wolfgang Amadeus Mozart: Hochzeit des Figaro)
- Valencienne (Ferenc Lehár: Die lustige Witwe)
- Violetta Cavallini (Imre Kálmán: Das Veilchen vom Montmartre)